# مایکل روف
مایکل روف (به انگلیسی: Michael Roof) (زاده ۲۴ نوامبر ۱۹۷۶-درگذشته ۹ ژوئن ۲۰۰۹) بازیگرآمریکایی است.
از فیلم‌های معروف او می‌توان به بازی در فیلم تریپل اکس و تریپل اکس: دولت متحد اشاره کرد.